# SM Tb 73F
SM Tb 73F – austro-węgierski torpedowiec z początku XX wieku i okresu I wojny światowej, dwudziesta czwarta jednostka typu Kaiman. Do 1913 roku nosił nazwę Alk, od roku 1917 sam numer 73 – skrót SM Tb oznaczał Seiner Majestät Torpedoboot (torpedowiec Jego Cesarskiej Mości).

## Historia
Okręt był ostatnią zbudowaną jednostką typu Kaiman. Stępkę pod jego budowę położono w stoczni Danubius-Werft w Fiume (ob. Rijeka) 12 lutego 1909 roku, kadłub wodowano 2 października 1909 roku, a okręt oddano do służby 15 czerwca 1910 (wraz z „Echse” i „Molch”). Początkowo nosił nazwę „Alk” (alka), lecz od 1 stycznia 1914 roku zastąpiono ją przez alfanumeryczne oznaczenie 73F („F” oznaczało, że okręt zbudowano w Fiume). Rozkazem z 21 maja 1917 roku z oznaczenia torpedowca usunięto ostatnią literę i do końca wojny nosił on tylko numer 73.
Okręt brał udział w I wojnie światowej. 
Po wojnie okręt w ramach podziału floty Austro-Węgier przekazano Wielkiej Brytanii, która sprzedała go w 1920 roku włoskiej stoczni złomowej.

## Opis
Okręt posiadał dwa kotły parowe typu Yarrow i jedną pionową czterocylindrową maszynę parową potrójnego rozprężania. Okręt uzbrojony był w cztery armaty kalibru 47 mm L/33 (po dwie na każdej z burt) oraz trzy wyrzutnie torped kalibru 450 mm. W 1915 roku uzbrojenie wzmocniono pojedynczym karabinem maszynowym Schwarzlose 8 mm.